# レイジングM50
レイジングM50（Reising Model 50）は、第二次世界大戦中にアメリカ合衆国で開発された短機関銃である。アメリカの参戦後、急激な需要の増加のため供給が滞っていたトンプソン・サブマシンガンの代用品として、アメリカ海兵隊などが準制式装備として採用した。主に太平洋戦線で使用されたものの、信頼性の低さがしばしば指摘され、トンプソンなどが普及する1943年頃までに前線では使われなくなった。一方、安価かつセミオート射撃時の精度に優れるという特徴から、警察向け短機関銃としては一定の成功を収めた。

## 概要

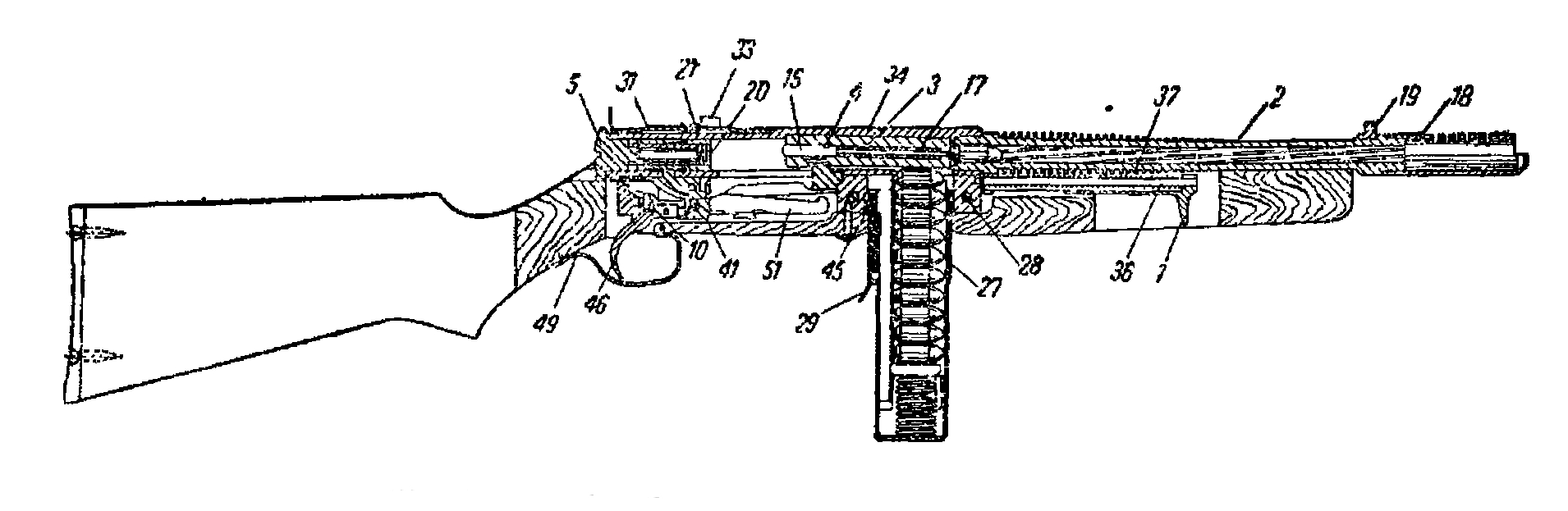
M50の構造図。銃身の下に設けられた部品（1）がコッキングハンドルである。

レイジングM50は、安価な中折れ式回転式拳銃で有名なハーリントン&リチャードソン社（H&R）が、1941年に発売した。競合製品であるトンプソン・サブマシンガンよりも軽量かつ安価だった上、戦時中にはトンプソンのほとんどが陸軍に優先供給されたため、短機関銃の調達を試みる各地の警察から注目を集めた。
ディレードブローバック方式を採用し、クローズドボルトから撃発するなど、他の軍用短機関銃とは異質の機構を備えている。このため、セミオート射撃時の精度に優れたほか、短機関銃としては軽量であった。しかし、機関部との摩擦抵抗でボルトの後退を遅延させる方式は砂やホコリに弱く、頻繁な整備を必要とした。注油が求められたことも汚れによる不良を引き起こす原因となった。これらの欠陥は、太平洋戦線で特に問題となった。
20連発弾倉はダブルカラム/シングルフィード式だった。構造上、マガジンリップのわずかな変形・破損さえも銃の動作不良の原因となった。12連発弾倉は、大きさは20連発弾倉と同一だが、側面に大きなくぼみを設け、シングルカラム式に改められている。装弾数は少なかったが、20連発弾倉よりも信頼性が高いとして、12連発弾倉を好む使用者も多かったと言われている。M50を使う海兵隊員の中には、マガジンリップの変形が少ない弾倉だけを慎重に選んで持ち出していく者も多かった。
一般にこの種の銃器において上部に設けられるコッキングハンドルは、銃身下部に埋め込まれており、先台下面の開口部から指を入れて操作する構造である。これは破損や誤操作を防ぐためだったが、同時に清掃や整備における不便を生み出すこととなった。コッキングハンドルは射撃中に前後動するため、銃を正しく保持すれば問題ないものの、手指を誤って負傷させる危険性は残った。
そのほか、ボルトはレシーバーに刻まれた溝と噛み合って閉鎖されるが、この溝に少しでも異物が入り込むと正しく閉鎖されずに動作不良を起こすことがあった。
細部の仕上げの違いから、コマーシャルモデルとミリタリーモデルの2種類に分けられることもある。これは戦時中に増産のための設計変更が随時加えられたことによる差であり、軍部やH&R社はこうした区別を行ってはいなかった。

## 歴史
ユージン・レイジングが設計を手掛け、特許は1940年6月28日に取得している。レイジングは射撃競技選手でもあったほか、ジョン・ブローニングのもとでM1911ピストルの設計に携わった経験もあり、当時は有能な銃器設計者の1人として知られていた。

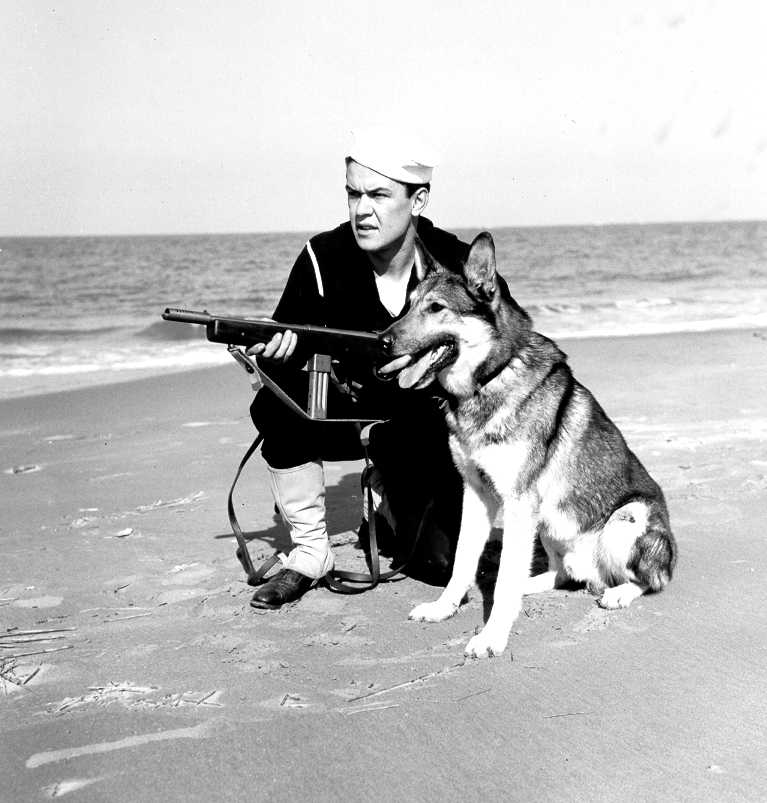
M50で武装したアメリカ沿岸警備隊の兵士

ヨーロッパでの政治的緊張の高まりを背景に、レイジングが最初に短機関銃の設計に関心を持ったのは、1938年のことである。1940年には自らが設計した短機関銃をH&R社に持ち込み、1941年3月にはM50として製品化された。
1941年12月、日本軍の真珠湾攻撃を受け、アメリカは第二次世界大戦に参戦し、軍部による各種自動火器の需要は急増した。この際、トンプソンM1928A1短機関銃の不足を補う製品として、M50が注目された。アメリカ陸軍では、参戦に先立つ1941年11月にM50の最初の試験を行ったが、構造上の問題に由来する故障が指摘された。1942年に行われた2度目の試験では、3,500発の射撃において、2度の故障（弾薬の不良、ボルト閉鎖不良）が起こった。結局、陸軍では採用を見送ったが、アメリカ海軍および海兵隊では、トンプソンの供給が陸軍に優先され、短機関銃の調達がより困難であったこともあり、M50の準制式採用が行われた。
海軍および海兵隊はまた、M50がいくつかの点でトンプソンに勝っているとみなした。M50はトンプソンよりも低コスト（トンプソンは200ドル程度、M50は62ドル程度）、軽量（トンプソンは11ポンド程度、M50は7ポンド程度）であった。重量のバランスもよく、セミオート射撃時の精度が優れていた。
折畳式銃床を備えるM50は、M50の採用後、当時編成中だったパラマリーンズ向けの装備として開発された。銃床が折畳式であり、制退器が取り除かれている以外は通常のM50と同様の設計である。
長銃身を備える半自動カービンのM60は、1942年に発表された。これは短機関銃の配備を、「あまりにも威圧的」または「政治的に不適切」と捉える法執行機関からの要望に応えたものと言われている。H&R社のカタログには、「軍用、警備用、あるいは優れたスポーツライフル」（Military and guard purposes and also as an excellent sporting rifle）として掲載されていた。
1942年8月7日、第1海兵師団によるガダルカナル島上陸の際、初めて実戦に投入された。また、同時に行われたマリーン・レイダーズ第1大隊によるツラギ島とタナンボゴ島への攻撃でも、M50およびM55が投入されている。
前述した機関部の欠点とコッキングハンドルの特殊なレイアウトによる問題は、太平洋戦線のジャングルで顕著に現れた。元々、整備に余裕を持てる環境を想定した設計だったこともあり、戦場におけるM50の信頼性は極めて低かった。ガダルカナル島で戦うレイダーズ第1大隊を率いたメリット・A・エドソン中佐は、部下にM50をルンガ川に投げ捨て、信頼性の高いM1903小銃を使うよう指示した。一方、M50を高く評価する海兵隊員も少なからずいた。
信頼性のほかにも、前線では多くの欠点が指摘された。例えば、小さな部品や複雑な部品が多く、分解および組立てが困難だったこと、ボルトのホールドオープン機能がなく、日常整備にも支障があったこと、コッキングハンドルが下部にあり、操作時にスリングが邪魔になる可能性があったこと、夜間にセレクタ/セーフティレバーの位置を把握しづらかったこと、製造中の設計変更のために銃ごとの一部部品の互換性が失われていたことなどである。
海兵隊の編成表（TO&E）では、1942年の時点で師団あたり4,206丁のM50の配備を認めていたが、1943年末までに削除されている。これはトンプソンやM1カービン、M3サブマシンガンなどの調達が進んだためである。以後は海軍の水兵や海兵隊の後方部隊、沿岸警備隊などで使用された。また、レンドリース計画の一環として、一部がイギリス、カナダ、ソビエト連邦にも供給された。M60は銃後の工場や発電所、物資集積所、橋などの警備にあたる職員向けに配備されていた。終戦後、海兵隊の保有したM50およびM55は順次処分され、多くは法執行機関などに払い下げられた。

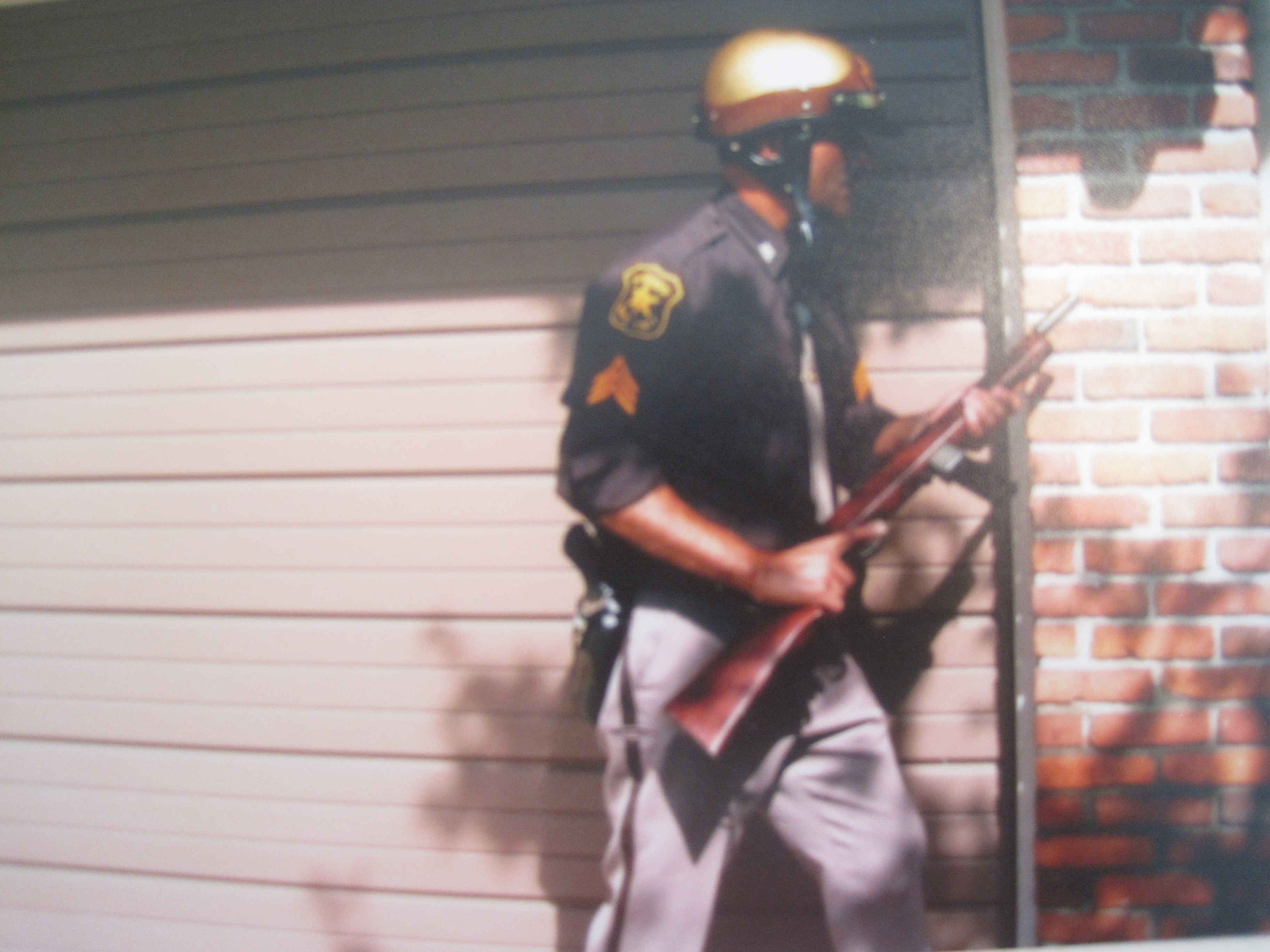
レイジングを手にする保安官補

M50およびM55は、1945年の終戦にともない製造が中止された。およそ120,000丁が製造され、このうち3分の2程度は海兵隊に配備されていた。M60は民生市場向けの製品として引き続き製造されたものの、売上は振るわず、1949年に製造が中止された。BATFの記録によれば、M60の製造数は5,142丁であった。
H&R社は在庫として残されていたM50/50を、国内各地の警察や刑務所向けに販売した。セレクティブファイア機能を備え、セミオート射撃時の精度に優れていたこと、およびトンプソンよりも安価であったため、警察/刑務所からはおおむね好評であり、1950年には製造が再開されることとなる。1957年の製造中止までに5,500丁程度が追加製造された。また、1960年代には2,000丁程度のM60が外国向けに製造された。
設計者のレイジングは、戦後のインタビューの中で、自らが手掛けたM50について触れた。レイジングは、少なくとも戦時中に海軍省から正式な苦情を受けたことはなかったと述べ、巷で言われている悪評はエドソン中佐の逸話に尾ひれが付いたものではないかと推測した。一方、銃ごとの部品の互換性が失われ、交換部品の調達に支障をきたしていた点は認めており、早急な製造が求められたことによると説明した。

## バリエーション
M50
最初に開発されたモデル。

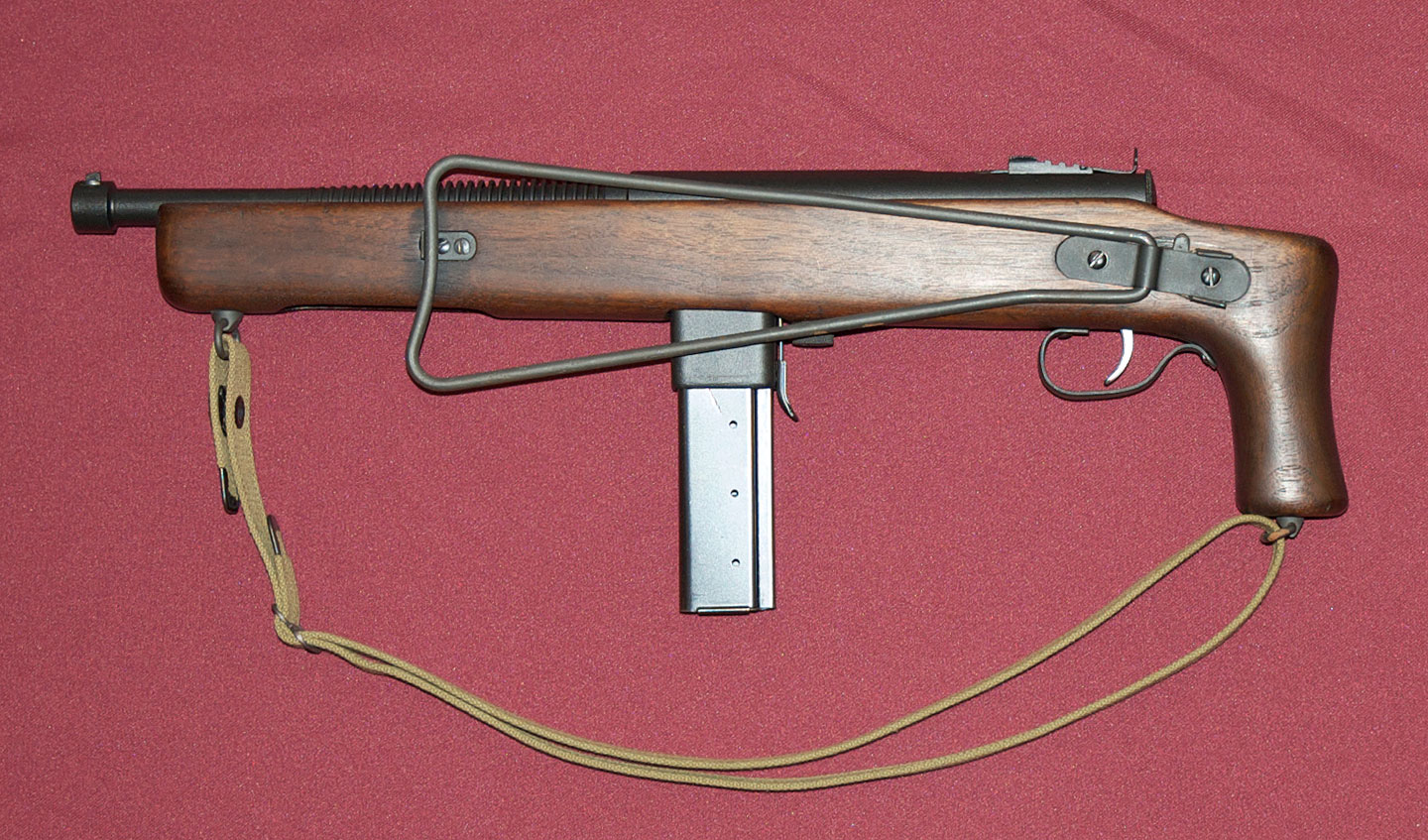
M55

ワイヤー製の折りたたみ式銃床を取り付けて全長を短縮したモデル。
当初はM50と同じ制退器が取り付けられていたが、全長をさらに短縮するために早い段階で廃止されている。パラマリーンズ向けの装備として考案された。当時の短機関銃としては非常に小型であり、陸軍では戦車兵向け火器としても採用が検討された。しかし、基本的な設計はM50と同一で、欠陥や問題点も引き継がれていた。ワイヤー銃床の強度不足などもあり、M50以上に評判が悪かった。陸軍では信頼性の低さに加え、新たに開発されたM3短機関銃が十分小型であったため、M55の採用を見送っている。戦後、在庫となっていたM55を販売するにあたって、H&R社では「パトカーに搭載するのに最適の銃」と宣伝した。第二次世界大戦中、アメリカで空挺隊員用に特別に設計された火器は、M55とM1A1カービンのみである。

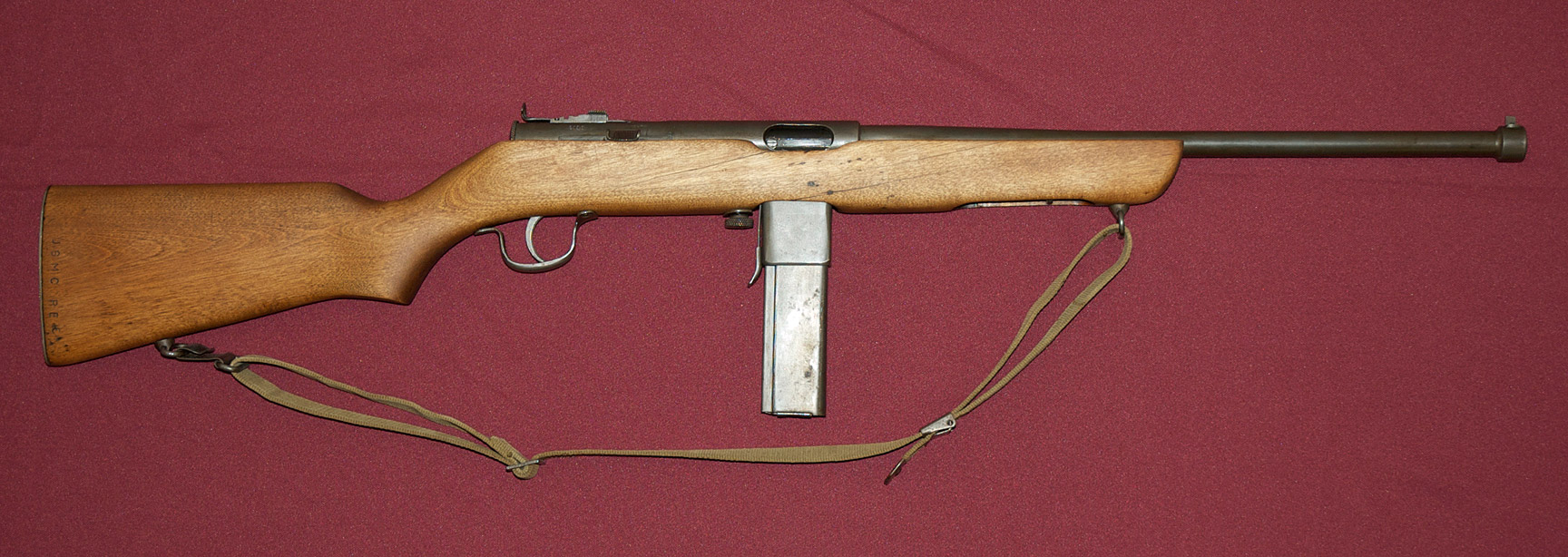
M60カービン

セミオート専用として銃身を延長したモデル。
銃身長は18 1/4インチ。連邦火器法におけるフルオート火器および単銃身ライフル（Short-barreled rifle）の制限に抵触しないモデルとして設計された。警察や刑務所、戦略的に重要な施設（工場や発電所、物資集積所、橋など）の警備員のために配備されたほか、海軍、海兵隊、沿岸警備隊でも訓練用などとして調達した。当初はM50と同様の20連発弾倉が付属したが、後に12連発弾倉に変更された。

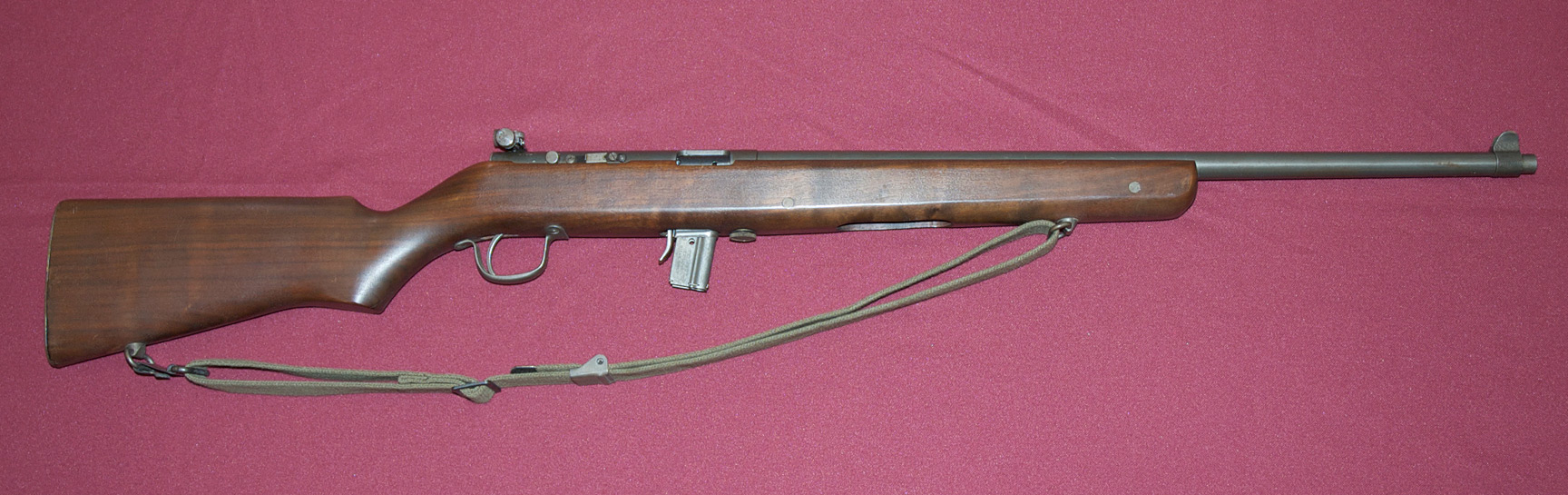
M65カービン

M60の使用弾薬を.22ロングライフル弾に変更したモデル。
警察機関や州兵により訓練用に広く用いられた他、海兵隊でも少数採用された。

## 運用国
- カナダ[5]
- イギリス[5]
- ソビエト連邦[5]
- アメリカ合衆国[5]